# Omphaloscelis
Genre
Omphaloscelis est un genre de lépidoptères (papillons) nocturnes de la famille des Noctuidae.
Synonyme
- Agrochola Hübner, 1821

## Espèce rencontrée en Europe
- Omphaloscelis lunosa (Haworth,1809)